# Shy Tory Factor
Der Shy Tory Factor ist eine von britischen Meinungsforschungsinstituten verwendete Bezeichnung für ein Phänomen, das erstmals Anfang der 1990er Jahre von Psephologen beobachtet wurde. Sie beobachteten, dass der Anteil der von der Konservativen Partei (umgangssprachlich als „Tories“ bezeichnet) gewonnenen Wählerstimmen deutlich höher war als der entsprechende Anteil in den Meinungsumfragen. Die gängige Erklärung dafür war, dass die sogenannten „Shy Tories“ für die Konservativen stimmten, obwohl sie den Meinungsforschern gesagt hatten, dass sie dies nicht tun würden. Die Parlamentswahlen von 1992 und 2015 sind Beispiele, bei denen dies angeblich das Gesamtergebnis beeinflusst hat, aber auch bei anderen Wahlen, bei denen die Konservativen unerwartet gut abgeschnitten haben, wurde es diskutiert. Es wurde auch auf den Erfolg der Republikanischen Partei in den Vereinigten Staaten oder die anhaltenden Wahlerfolge der People's Action Party in Singapur angewandt.